# Hernando Reyes
Hernando Reyes (Bogotá, 24 de mayo de 1932) fue un futbolista colombiano que se desempeñó como volante y fue figura de Independiente Santa Fe, club en el cual desarrolló toda su carrera desde 1952 hasta 1957 y en 1959. Además, jugó en la Selección de Colombia varios partidos válidos por las eliminatorias a la Copa Mundial de Fútbol de 1958. Además, su hermano Octavio "Payaso" Reyes, también fue futbolista profesional.

## Trayectoria

### Inicios
Hernando Reyes nació en la ciudad de Bogotá, la capital de Colombia, y desde pequeño empezó a jugar fútbol; llegando a las divisiones inferiores de Independiente Santa Fe. Allí, jugó por varios años, siendo un jugador destacado.

### Independiente Santa Fe
Después de haber jugado en las divisiones inferiores, debutó como profesional en Independiente Santa Fe en el año 1952. Desde su debut, se hizo con un puesto dentro de la nómina del equipo cardenal, y se consolidó como titular por varios años, siendo una de las figuras del equipo bogotano. Con Santa Fe se destacó por haber sido un jugador técnico, con gran panorama y un buen despliegue físico. Con el equipo cardenal, jugó hasta finales del año 1957. Después de haber estado un año sin jugar, en 1959 volvió a jugar y al final del año se retiró del fútbol profesional.

### Selección Colombia
Debido a sus grandes actuaciones vistiendo la camiseta de Independiente Santa Fe, fue convocado a la Selección de Colombia, con la que jugó varios partidos en las eliminatorias a la Copa Mundial de Fútbol de 1958.

## Vida personal
Su hermano Octavio "Payaso" Reyes también fue futbolista profesional, y jugó en Independiente Santa Fe, Unión Magdalena y el Once Caldas.

## Clubes
| Club                        | País     | Año              |
| --------------------------- | -------- | ---------------- |
| Club Independiente Santa Fe | Colombia | 1952-1957 y 1959 |

## Convocatorias a selecciones
| Selección | Torneo (s)                       | Año (s) |
| --------- | -------------------------------- | ------- |
| Colombia  | Eliminatorias al Mundial de 1958 | 1957    |